# Martin Waldseemüller

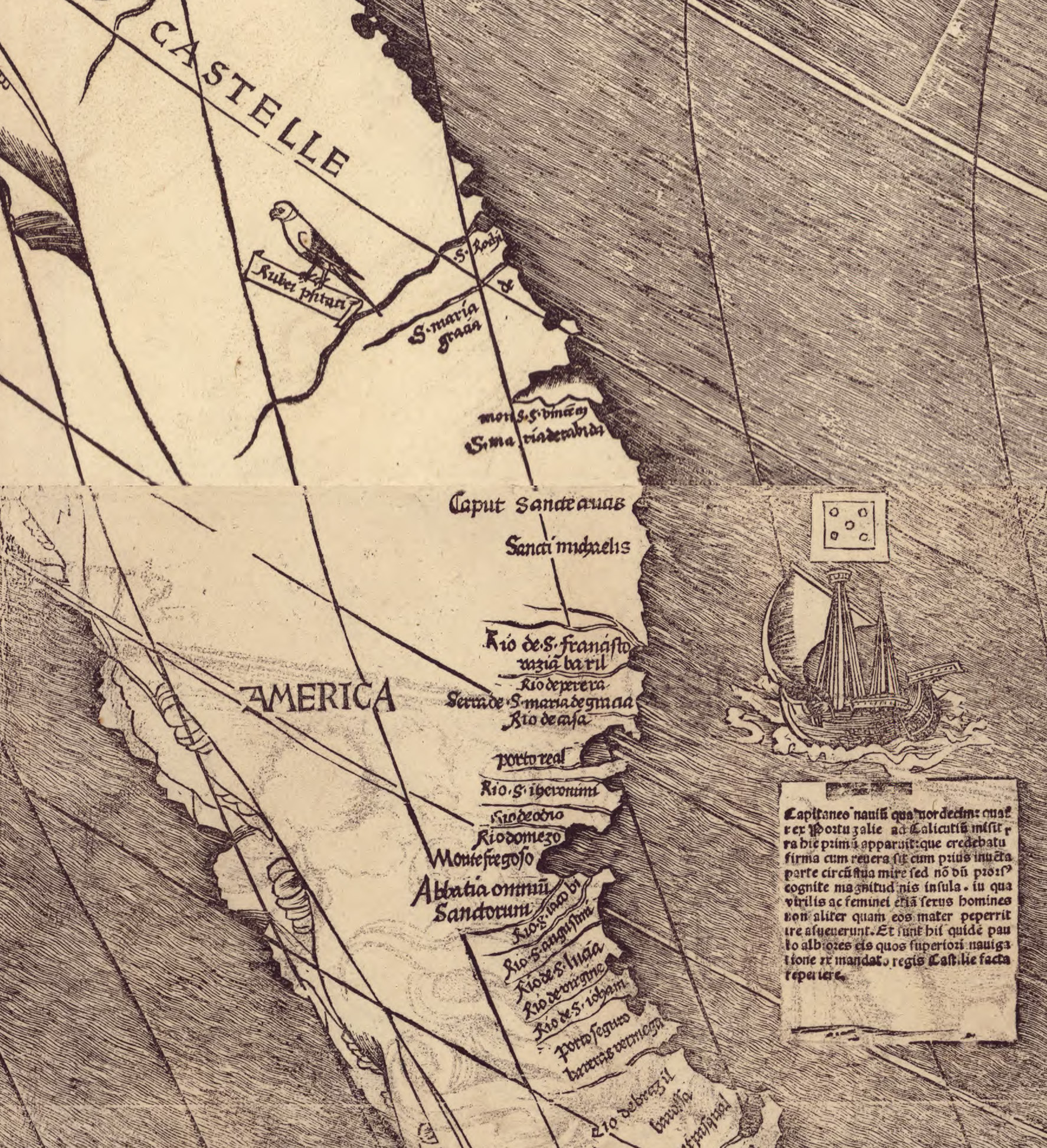
Detail der Karte von 1507, auf der sich die Bezeichnung „America“ zum ersten Mal findet

Martin Waldseemüller (auch Waltzemüller, gräzisiert Hylacomylus oder Ilacomilus; * um 1472/1475 in Wolfenweiler; † 16. März 1520 in Sankt Didel) war ein deutscher Kartograf der Renaissance. Er erstellte 1507 die erste Weltkarte, auf der die Landmassen im Westen als eigenständiger Kontinent und nach Amerigo Vespucci mit dem Namen „America“ bezeichnet wurden.
Seit 2005 gehört die Waldseemüllerkarte von 1507 zum UNESCO-Weltdokumentenerbe.

## Leben

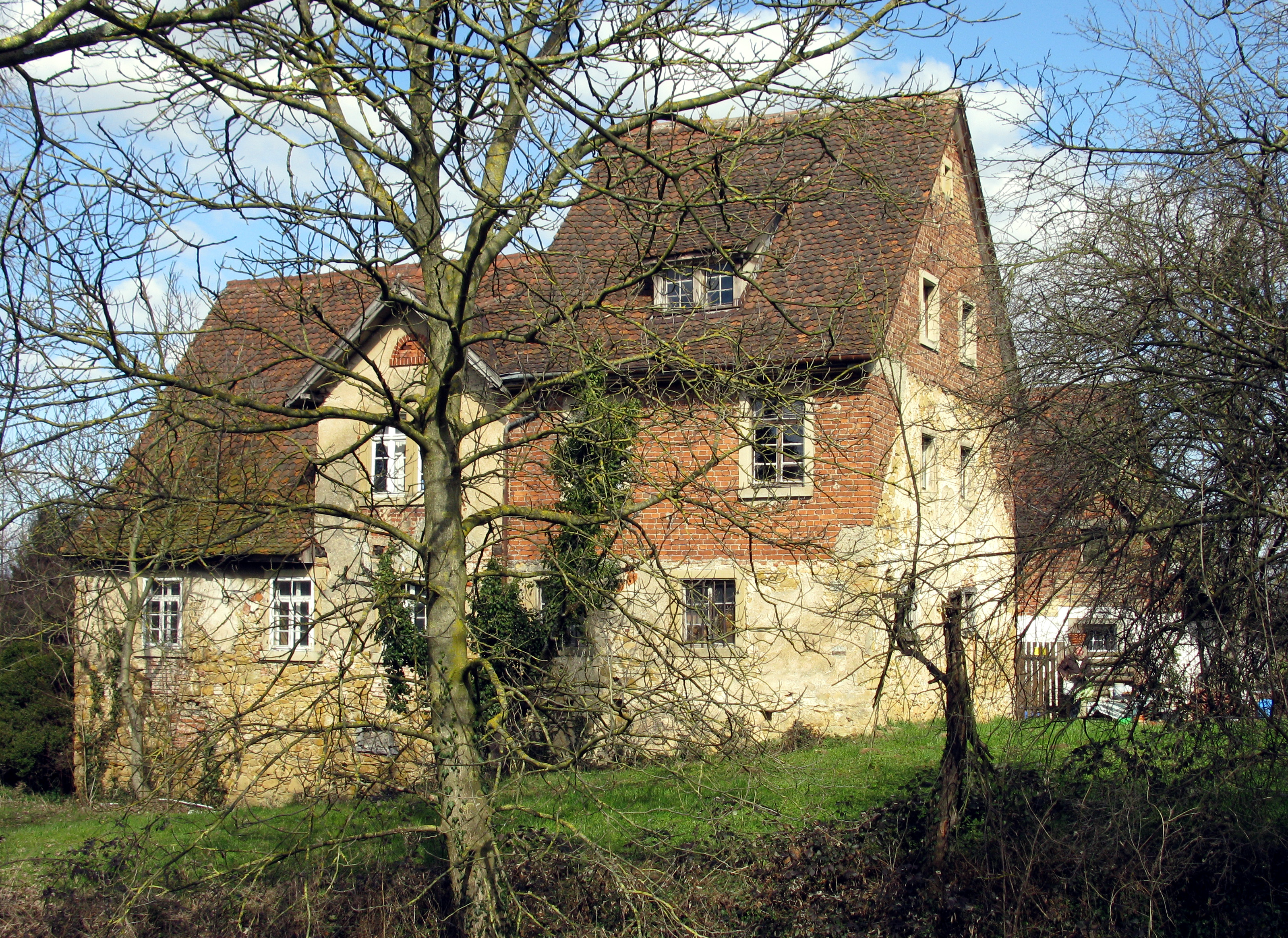
Binzenmühle, vermuteter Geburtsort Waldseemüllers

Man geht davon aus, dass Waldseemüller in Wolfenweiler im Breisgau, sehr wahrscheinlich an dem Ort der heutigen Binzenmühle zur Welt kam. Sein Vater, Conrat Waltzemüller, war Metzger aus Wolfenweiler und muss wenige Jahre nach Martins Geburt etwa um 1480 nach Freiburg gezogen sein. Sie wohnten dort im Haus zum Hechtkopf (bis zu seiner Zerstörung im Zweiten Weltkrieg Haus 9/11 der Löwenstraße, heute steht dort das Kollegiengebäude III der Albert-Ludwigs-Universität Freiburg). Seit 2013 hängt dort wie auch seit 2021 in der Nähe des angenommenen Geburtsortes in Wolfenweiler ein Faksimilie seiner weltberühmten Karte. In Wolfenweiler hat man außerdem eine Statue neben der Karte aufgestellt sowie die anliegende Straße und Platz nach ihm benannt.
Im Alter von etwa 20 Jahren wurde er 1490 unter dem Namen Martinus Waltzemüller an der Universität Freiburg immatrikuliert. Dies ist seine erste urkundliche Erwähnung. Da man davon ausgeht, dass er zu diesem Zeitpunkt zwischen 15 und 18 Jahre alt gewesen sein muss, ergibt sich sein mögliches Geburtsjahr.  Er studierte Mathematik und Geographie. Einer seiner Lehrer war Gregor Reisch, der ihn mit der Kosmographie bekannt machte. Während des Studiums lernte er den Elsässer Matthias Ringmann kennen.
Nach seinem Studium reisten Waldseemüller und Ringmann gemeinsam nach St. Didel (Saint-Dié-des-Vosges) auf der Westseite der Vogesen im Herzogtum Lothringen. Das dortige Kloster hatte sich im Mittelalter zu einem Zentrum der humanistischen Bewegung entwickelt. Waldseemüller schloss sich einem kleinen Kreis von Gelehrten an, der sich selbst als Gymnasium Vosagense bezeichnete. Er lehrte dort als Professor für Kosmologie und arbeitete gleichzeitig zusammen mit Ringmann, der Professor für Latein war, als Kartograf.
Im Jahr 1520 starb Martin Waldseemüller in Sankt Didel in den Vogesen.

## Werk

### Hylacomylus
Eine der ersten Schriften, die Waldseemüller verfasste, war Hylacomylus. Es stellte eine Beschreibung der Reisen des italienischen Seefahrers Amerigo Vespucci dar.

### Waldseemüller-Karte von 1507

Waldseemüller-Karte von 1507

Das bekannteste Werk Waldseemüllers ist die von ihm mit Hilfe seines Partners Ringmann 1507 erstellte Weltkarte. Sie ist, zusammen mit einem Erdglobus und der Begleitschrift Cosmographiae Introductio, als dreiteiliges Projekt anzusehen, dem Waldseemüller und Ringmann den lateinischen Namen
Universalis cosmographia secundum Ptholomaei traditionem et Americi Vespucii aliorumque lustrationes,
gaben, auf Deutsch:
„Die vollständige Kosmografie nach der Überlieferung des Ptolemäus sowie nach dem Augenschein Amerigo Vespuccis und anderer“
Der Globus und die Karte sind die ersten kartografischen Zeugnisse, die die „Neue Welt“ als einen neuen Kontinent sehen und ihn mit America betiteln.
Man zieht in Betracht, dass die nicht ganz klar lokalisierte Caveri-Karte von 1506, die wiederum auf die italienische Cantino-Planisphäre von 1502 und damit auf die Entdeckungen des Portugiesen Pedro Álvares Cabral um 1500 und weiterer Seefahrer zurückgeht, eines der bemühten Vorgängerwerke für die Karte von Waldseemüller gewesen sein könnte.

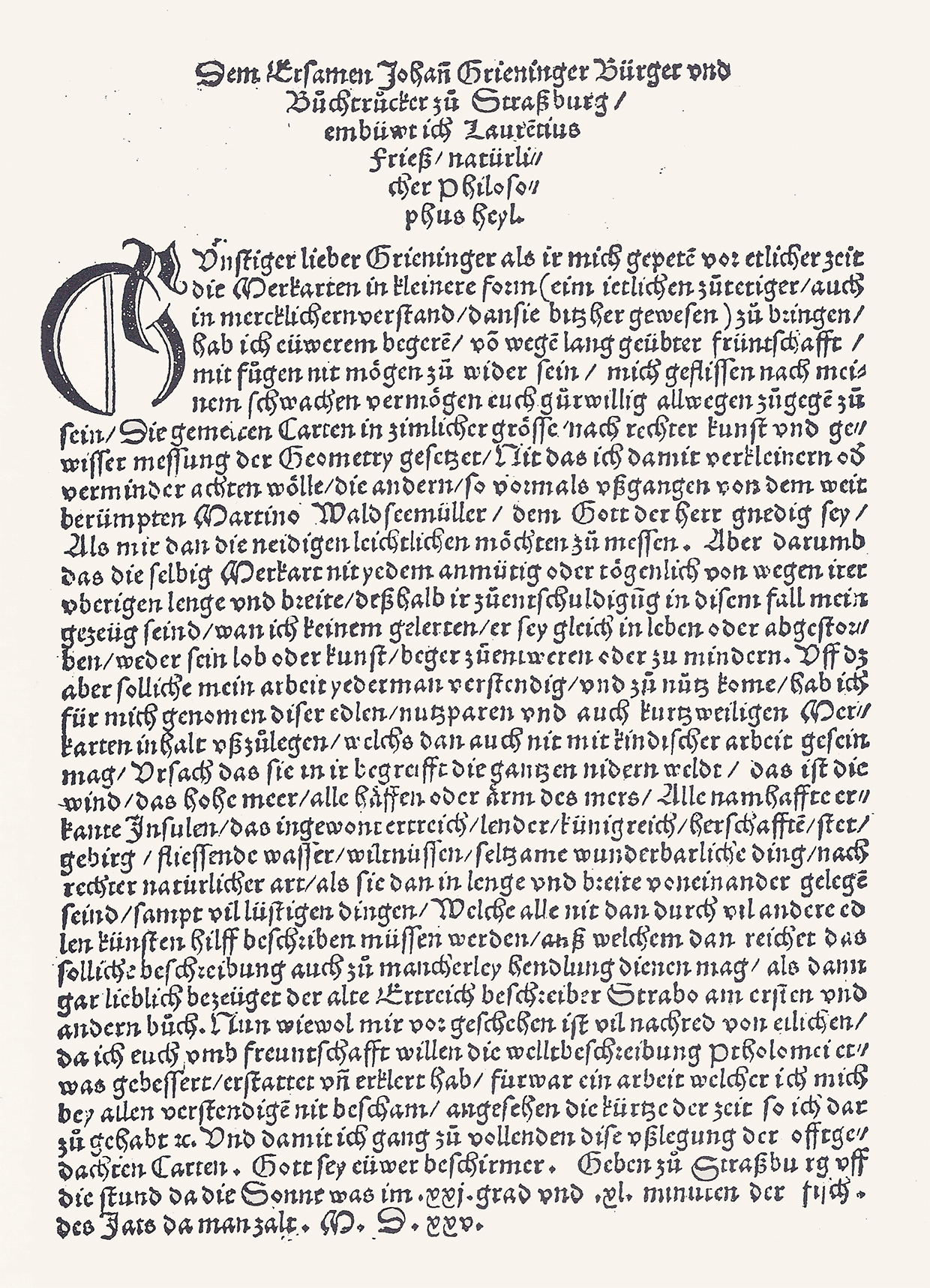
Würdigung Waldseemüllers im Vorwort von Friesens Erläuterungen

#### Entstehung und Einfluss
Die Karte besteht aus zwölf rechteckigen Einzelstücken und wurde zuerst als Holzschnitt vorgearbeitet. Es wird angenommen, dass sie im Auftrag und mit Förderung von René II., des Herzogs von Lothringen, entstand. Dieser verfügte auch auf Grund der zentralen Lage seiner Herrschaft über gute Kontakte zu den europäischen Königshäusern. Man geht davon aus, dass man ihm, von dem man wusste, dass er sich sehr für Kartografie interessierte, anstelle von Bestechungsgeldern neue geographische Informationen zukommen ließ, die Seefahrer auf ihrem Weg gen Westen gesammelt hatten. Dieses Wissen gab er an Waldseemüller weiter.
Ausgehend von Vespuccis Reisebericht Mundus Novus, den der Drucker Hans Grüninger 1509 in Straßburg veröffentlichte, folgten Ringmann und Waldseemüller dessen Ansicht, dass die von Kolumbus entdeckten Landmassen einen den Europäern bis dahin unbekannten Kontinent im Weltmeer darstellten. Sie sahen Vespucci, wie auch schon im Hylacomylus erwähnt, als den wahren Entdecker des Kontinents, da dieser auch ausführlich die Küste erkundet und sie beschrieben hatte. Auf Anregung Ringmanns trug Waldseemüller für die neue Landmasse zu Ehren Vespuccis den Namen „America“ ein. (Ob dies mit oder ohne Vespuccis Wissen geschah, konnte nicht endgültig geklärt werden.) Er verweiblichte dafür Vespuccis Vornamen, eine durchaus übliche Praxis, da die Namen aller damals bekannten Kontinente – Europa, Asien (=Asia) und Afrika – ebenfalls eine weibliche Endung besaßen.
Nach Waldseemüllers Tod veröffentlichte Grüninger dessen Karten in verkleinerter Form mit einem Erläuterungsheft von Lorenz Fries, das von 1525 bis 1530 mehrfach neu aufgelegt wurde und maßgeblich zur Etablierung der Kontinentbezeichnung „Amerika“ beitrug.

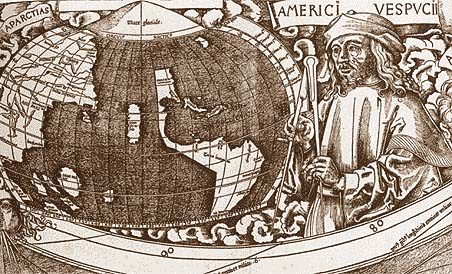
Detail der Waldseemüller-Karte, das Amerigo Vespucci neben der östlichen Hemisphäre der Welt mit dem neuen Kontinent zeigt

#### Aufbau
Die zwölf einzelnen Teile der Karte, vier in der Länge und drei in der Breite, sind je bis zu 46 cm breit und bis zu 62 cm lang. Insgesamt ist die Karte 128 cm × 233 cm groß. Zu dem Globus gehörte der Begleitband Cosmographiae Introductio, der das damalige kartografische Wissen erklärte. Die Globussegmentkarte ist auf Europa zentriert und als flächentreue Kegelprojektion angelegt, so dass die Meridiane gekrümmt sind. Am Nordpol befinden sich noch einmal zwei kleine Darstellungen der westlichen und der östlichen Hemisphäre. Durch diese wird besonders deutlich, dass der neue Kontinent nicht an Asien grenzt, sondern separat im Meer liegt. An der westlichen Hemisphäre steht Claudius Ptolemäus, an der östlichen Vespucci. Dadurch soll verdeutlicht werden, dass diese Karte das alte Wissen mit dem neuen verbindet.

#### Verbreitung
Von der Karte wurden ungefähr 1000 Exemplare gedruckt, die an namhafte Kaufleute, Adelige und Geistliche geschickt wurden.

#### Bedeutung
Die Bedeutung der Karte für die damalige Wissenschaft und deren Weltanschauung war groß. Stieß sie in konservativen Kreisen anfangs auf Ablehnung, wurde sie von Wissenschaftlern und Gleichgesinnten schon bald angenommen. Man sah sie als jenen Maßstab an, nach dem sich andere Kartografen zu richten hatten.

#### Wiederentdeckung
Von der im Druck einst weit verbreiteten Karte existiert nach heutiger Forschung nur noch ein einziges Exemplar. Es gehörte ursprünglich Johannes Schöner, einem Nürnberger Wissenschaftler des 15. und 16. Jahrhunderts. 1836 schrieb Alexander von Humboldt, dass er „den Namen des geheimnisvollen Mannes“ aufgefunden habe, der „zuerst den Namen Amerika zur Bezeichnung des neuen Kontinentes vorschlug“. Im Jahr 1901 wurde das Stück von Joseph Fischer SJ., dem später bekannten historischen Kartographen, auf Schloss Wolfegg in Oberschwaben wiederentdeckt. Die Erstveröffentlichung erfolgte 1903 durch ihn zusammen mit Franz Ritter von Wieser (Wien).

#### Verkauf und heutige Situation

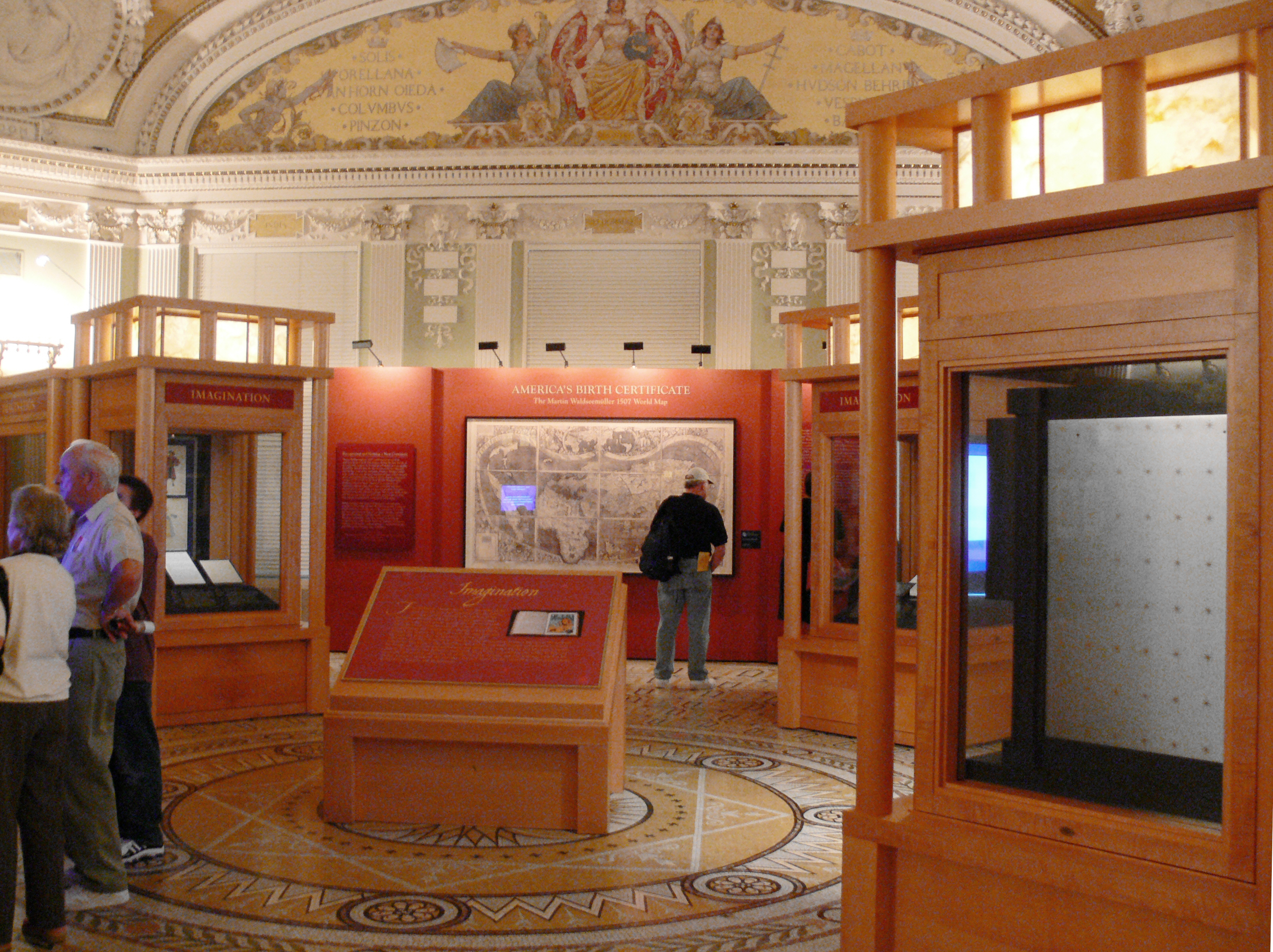
Faksimile der Karte von 1507 in der Library of Congress (2007)

Über Jahrzehnte versuchte die Library of Congress in Washington D.C. das gut erhaltene Stück zu erwerben, doch es blieb noch für ein Jahrhundert im Besitz des Hauses zu Waldburg-Wolfegg und Waldsee – und war der Öffentlichkeit nicht zugänglich, da die Sicherheitsvorkehrungen zu aufwendig gewesen wären und auch staatliche Einrichtungen in Deutschland derartige Kosten nicht übernehmen wollten und konnten.
Am 27. Juni 2001 veräußerte das Oberhaupt des Hauses, Johannes zu Waldburg-Wolfegg, die Karte. Seiner Aussage am 18. November 2007 im Rahmen der Gesprächsreihe Adel verpflichtet im Stuttgarter Haus der Geschichte Baden-Württemberg zufolge wurden 10 Millionen US-Dollar aufgewendet. Das ist der höchste Preis, der je für ein kartografisches Gut gezahlt wurde.
Beim Verkauf wurde – begleitet von öffentlicher Kritik – durch eine Sondergenehmigung der Bundesrepublik Deutschland und des Landes Baden-Württemberg der Ausfuhrschutz für national wertvolles Kulturgut gemäß dem Kulturgutschutzgesetz (Deutschland) aufgehoben. Gerhard Schröder hatte sich persönlich für eine Ausnahmeregelung eingesetzt. Die symbolische Übergabe erfolgte am 30. April 2007 durch die Bundeskanzlerin der Bundesrepublik Deutschland Angela Merkel im Rahmen einer feierlichen Zeremonie in der Library of Congress, Washington, D.C. Die Bundeskanzlerin betonte in ihrer Rede, dass die Verdienste der USA für die deutsche Entwicklung in der Nachkriegszeit den Ausschlag dafür gegeben hätten, die Waldseemüllerkarte als Zeichen der transatlantischen Verbundenheit und als Hinweis auf die zahlreichen deutschen Wurzeln der USA an die Library of Congress zu übergeben. Unter den Gästen der Übergabezeremonie befand sich neben dem Mehrheitsführer der Demokraten im Repräsentantenhaus, Steny Hoyer, auch Johannes zu Waldburg-Wolfegg, der Verkäufer der Karte. 2005 war die Karte von der UNESCO zum Weltdokumentenerbe erklärt worden.
Bis 2007 wurde in der Library of Congress in der Ausstellung „Treasures“ (Schätze) ein Faksimile gezeigt, danach wurde das Original für die Öffentlichkeit zugänglich gemacht. Die Karte befindet sich in einer speziellen klimatisierten Vitrine, die den Alterungsprozess des Drucks verlangsamen soll. Für die angemessene Präsentation der Karte wurden nochmals 1½ Mio. Dollar investiert.
Auf der Waldburg, der Hausburg des Fürstengeschlechtes, wird ein Faksimile gezeigt, das nach dem Fund der originalen Waldseemüller-Karte 1901 hergestellt wurde.

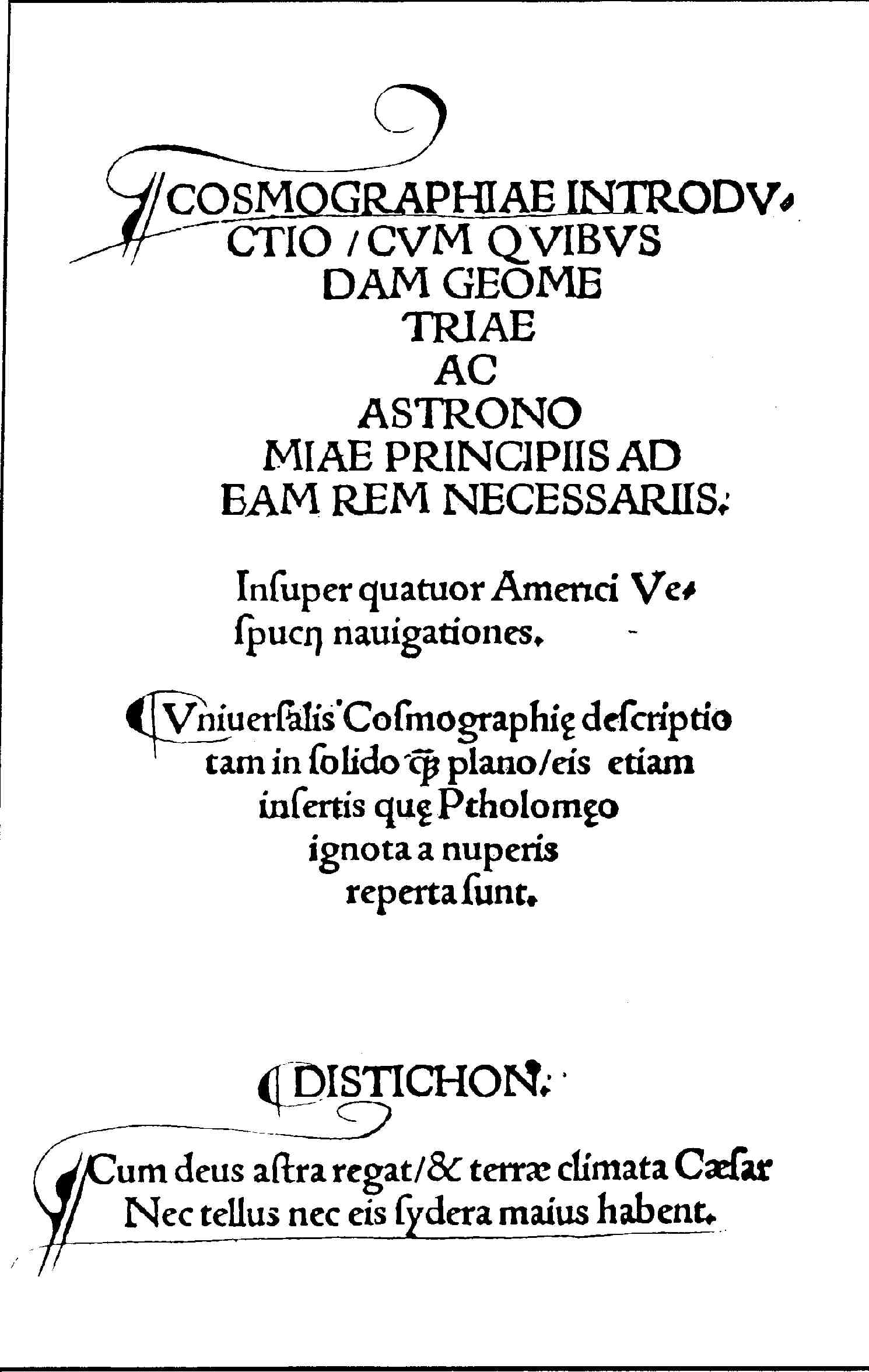
Titelblatt der Kartenbegleitschrift Cosmographiae introductio

#### Begleitschrift
Noch im gleichen Jahr verfasste Waldseemüllers Auftraggeber, Matthias Ringmann, die Cosmographiae Introductio (deutsch Einführung in die Kosmografie). In diesem Buch schrieb er Amerigo Vespucci die Entdeckung der „Neuen Welt“ zu und begründete so die Namensgebung.

#### Globus

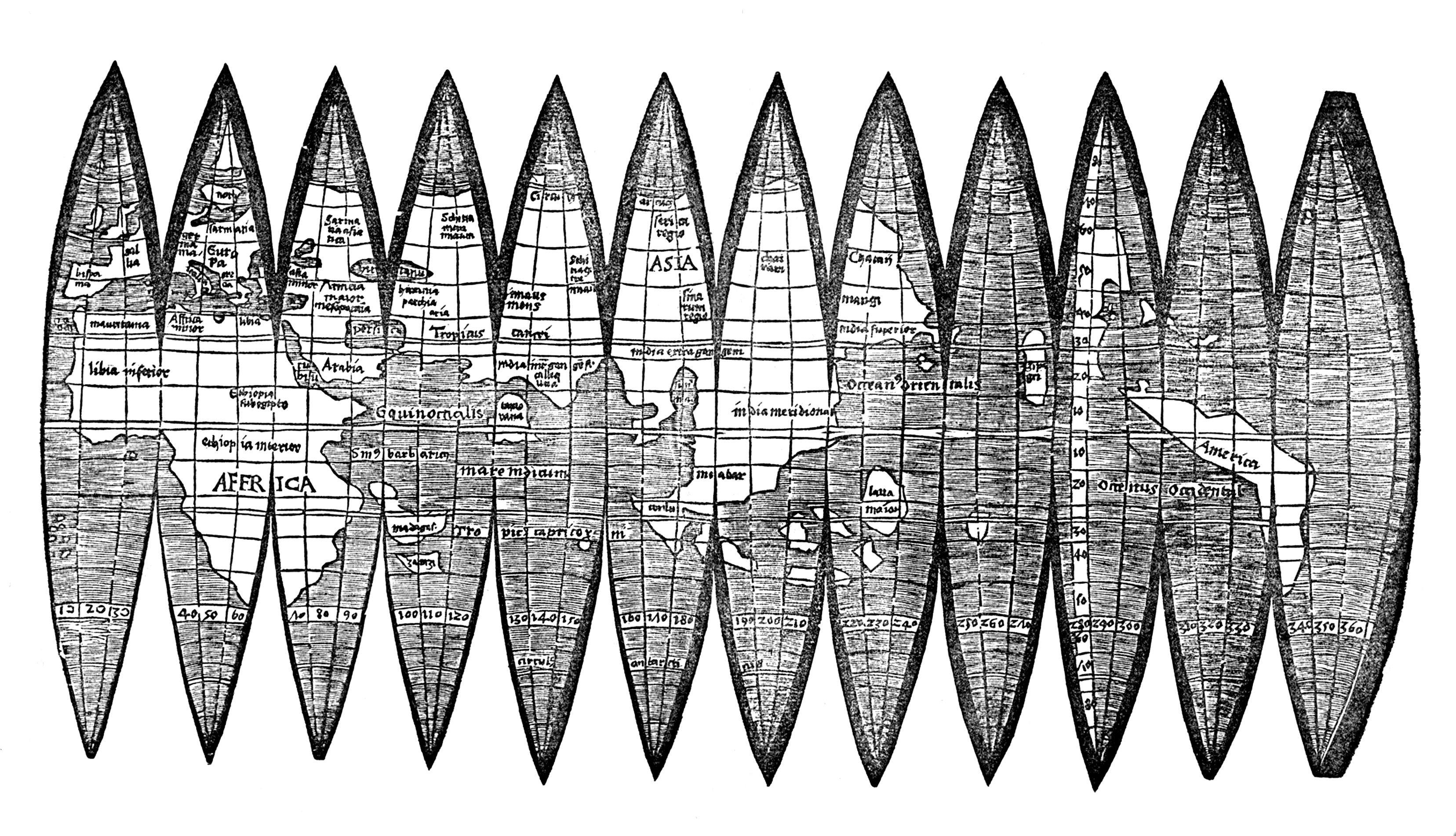
Die Erdglobus-Segmentkarte von 1507

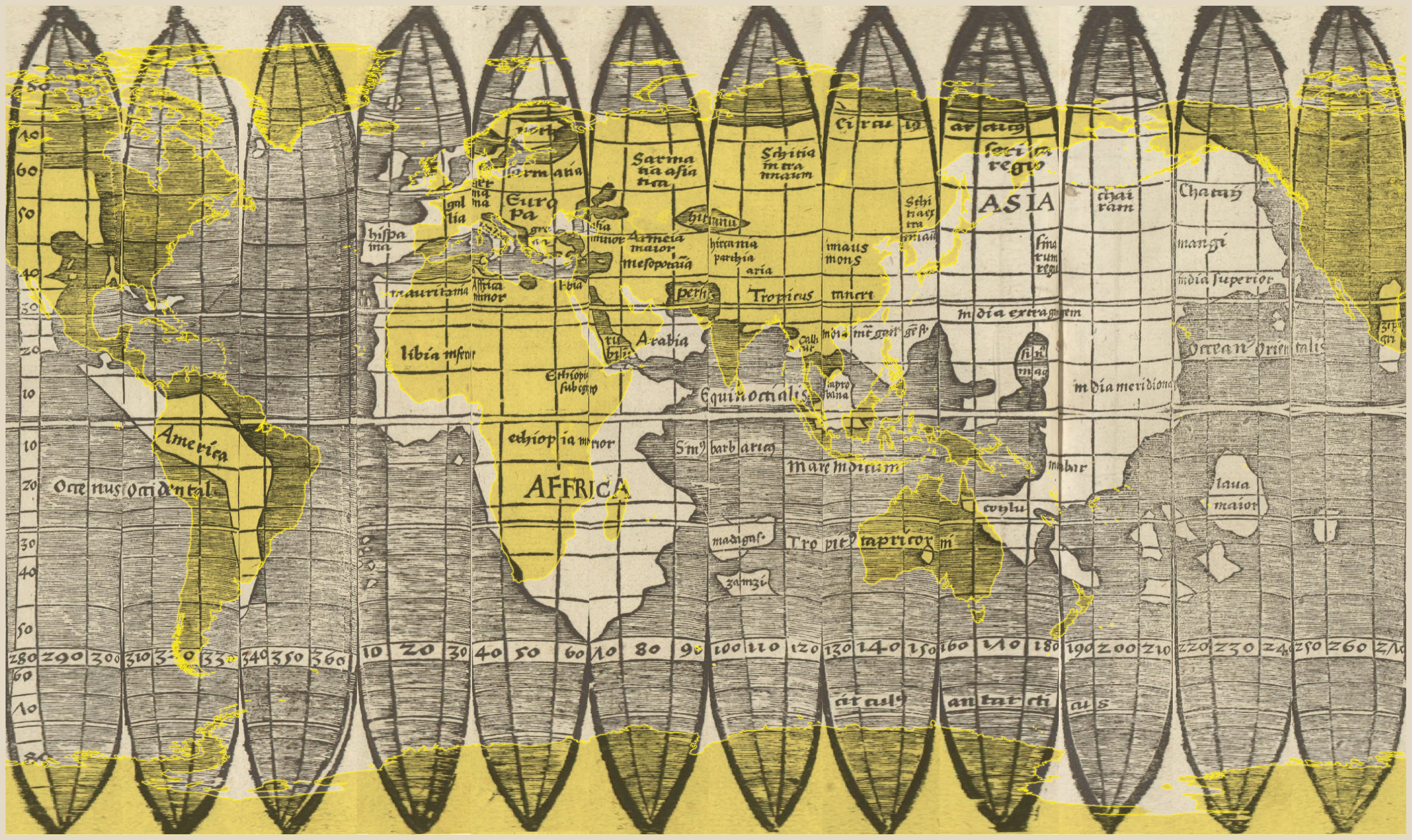
Vergleich zwischen Erdglobus-Karte und der tatsächlichen Lage der Kontinente (gelb)

Zuerst wurden die Weltkarte und Bogen für den Erdglobus hergestellt. Noch im gleichen Jahr, am 25. April 1507, erschien die Cosmographiae introductio von Waldseemüllers Auftraggeber, Matthias Ringmann. Globus und Karte zeigten beide den neuen Kontinent mit der Bezeichnung „Amerika“. Die Karte für den Globus wurde als Segmentkarte gedruckt, die sich in Kugelform falten lässt. Von den 1507 hergestellten Globussegmentkarten sind wenige erhaltene Exemplare bekannt, die heute als Original angesehen werden: Eines wurde 1993 im Bestand der Historischen Bibliothek Offenburg entdeckt. Zwei weitere Exemplare werden in den USA aufbewahrt. Ein Exemplar verkaufte der Fürst von Liechtenstein 1954 an die James Ford Bell Library der Universität von Minnesota in Minneapolis, das andere wurde im Jahr 2005 von Christie’s für eine Million US-Dollar versteigert. Diese Karte stellte sich später – ebenso wie ein bereits 1990 von der Bayerischen Staatsbibliothek für damals 2 Mio. DM erworbenes Exemplar, das von der Witwe des renommierten Kunsthändlers Hans Peter Kraus verkauft wurde – als eine nach der Karte der University of Minnesota angefertigte Fälschung des 20. Jahrhunderts heraus.
Im Jahr 2012 wurde in der Universitätsbibliothek München ein weiteres Exemplar gefunden, das sich etwas von den vier vorher bekannten Exemplaren unterscheidet. Seine Entstehung wird auf „vermutlich einige Zeit nach dem Erstdruck von 1507“ geschätzt. Die Globussegmentkarte von Waldseemüller wurde in einem Geometrie-Buch gefunden; als Sammelband im 19. Jahrhundert gebunden und in der Sammlung der Uni gelagert, kann eine Fälschung wie bei den anderen Exemplaren ausgeschlossen werden. Die Karte hat als einzige die Angabe „Diameter Globi“ zur Größe des Globus, die Lagen einzelner Länder unterscheiden sich. Das Wasserzeichen des Papiers weist darauf hin, dass die Karte knapp ein Jahrzehnt nach der ersten gedruckt wurde.

### Weltkarte von 1513
Nach dem Tod Ringmanns wich Waldseemüller von seinen eigenen Ideen ab und glaubte anscheinend selber nicht mehr daran, dass Amerika ein eigener Kontinent war. In einer neuen Karte, die er 1513 erstellte, bezeichnete er es daher wieder mit Terra incognita (dt. Unbekanntes Land). Der Name Amerika war jedoch schon so weit verbreitet und hatte allgemeine Annahme gefunden, dass die Öffentlichkeit ihn als Bezeichnung der „Neuen Welt“ beibehielt.

### Maritime Welt-Karte von 1516

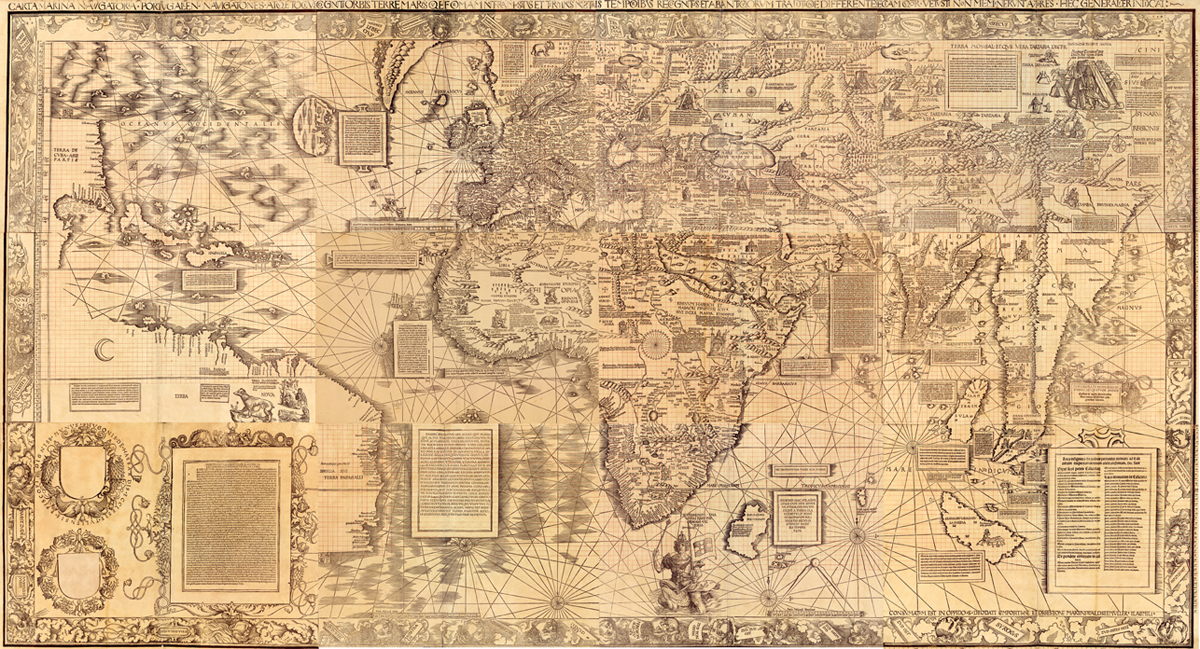
Kombinierte Blätter der Carta Marina von Martin Waldseemüller, 1516

Mit seiner Karte der Welt von 1516, einer Seekarte, liegt ein weiteres Werk vor, das im Original auf 12 Blätter verteilt ist. Es zeichnet sich durch seine geradlinige Darstellung mit horizontaler und vertikaler Achsenskala aus und verwendet weiterhin einen Hilfsliniensatz mit 16 Zentren auf einer Kreislinie und einem Mittelpunkt, so dass sich eine ausgesprochen große Ähnlichkeit zur Caveri-Karte von 1506 ergibt. Der Grad der dekorativen Gestaltung erscheint im Vergleich zu seiner Karte von 1507 etwas reduziert.
Die Carta Marina ist genauso groß wie seine Karte von 1507 und enthält stark erweiterte und korrigierte geografische Informationen. Sie ist genauer, was die Küsten von Venezuela und Brasilien betrifft.
Die Carta Marina kann als die erste gedruckte Seekarte der gesamten Welt angesehen werden. Zum Teil wegen der Kontroversen um seine frühere Benennung der westlichen Hemisphäre als „Amerika“ lässt Waldseemüller das Wort in der Carta Marina weg und gibt an, dass Nordamerika mit Asien verbunden ist. Die Karte von 1516 zeigt, anders als die Karte von 1507, nicht die Existenz des Pazifischen Ozeans, sondern einen stark verkleinerten Kontinent Südamerika. Waldseemüllers Darstellung dieses Kontinentalfragments ist nicht unähnlich der berühmten „Cantino-Planisphäre“, der als „Admiralskarte“ bekannten Karte, die sich in Waldseemüllers Ausgabe der Geographia von Ptolemäus aus dem Jahr 1513 befindet und daher nicht nur in der Carta Marina zu finden ist. Durch die strategische Platzierung der linken Liste ließ der Kartograph offen, ob es eine Meerenge gab, die den Zugang zum Pazifischen Ozean ermöglichte oder nicht. Balboa hatte jedoch 1513 bereits entdeckt, dass es westlich von Mittelamerika einen Ozean gab.
Der linke untere Schild auf der Karte ist mit einem einfachen weißen Blatt Papier beklebt. Während der Konservierung der Karte wurden Fotos von dem Schild gemacht, die Informationen enthüllten, die darunter verborgen waren. Das Schild verdeckt eine Liste von Fehlern oder „Errata“ für die Karte, die von den Druckern auf dem Exemplar in der Library of Congress korrigiert wurden. Auch wenn das Exemplar der Library of Congress das einzige erhaltene Exemplar ist, zeigt uns diese versteckte Information, dass es zumindest einige Probedrucke gegeben haben muss, die von den Kartenmachern und Druckern korrigiert werden konnten.

### Europakarte von 1520

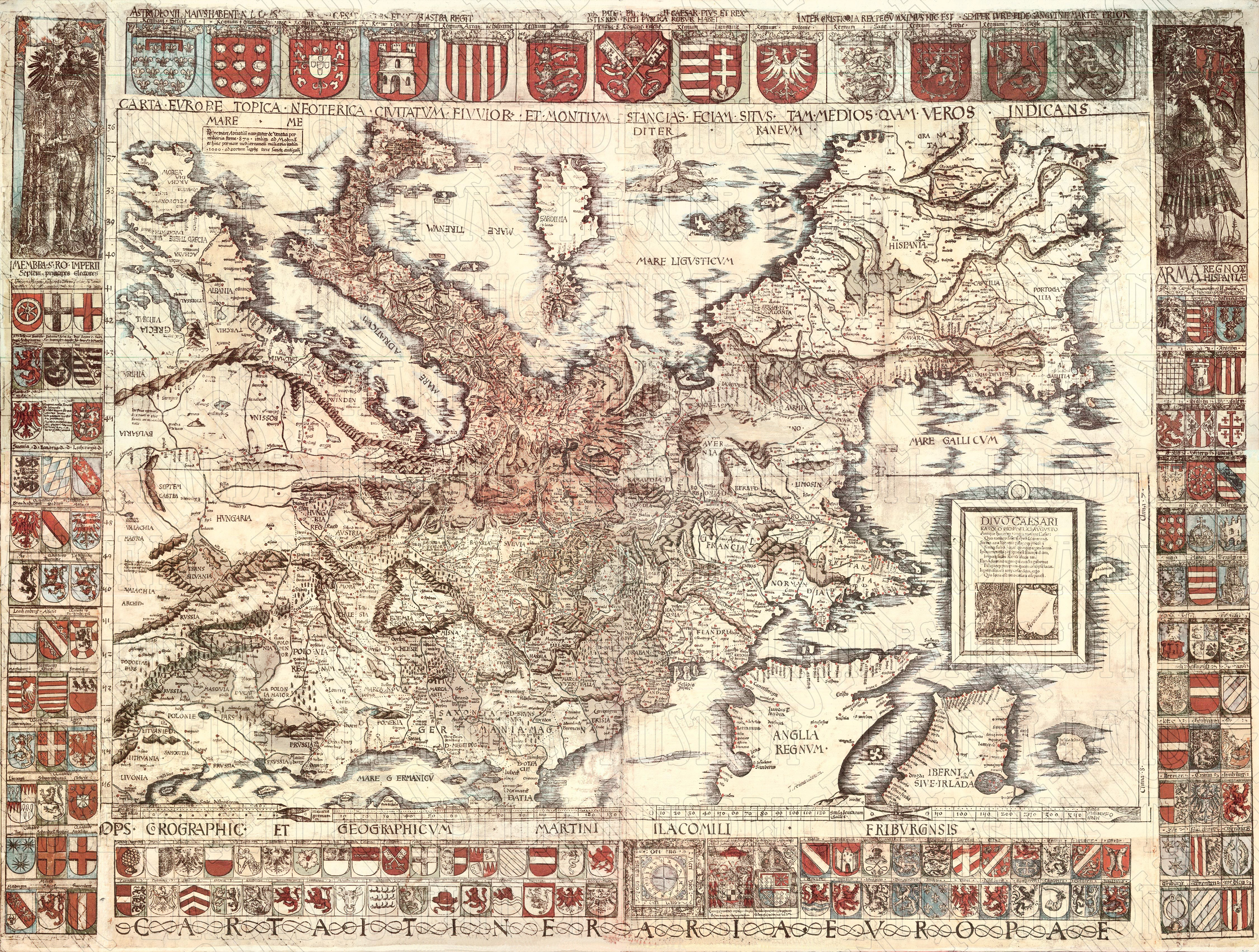
Carta itineraria europae 1520

Waldseemüller begann im Jahr 1511 seine Carta itineraria europae und stellte sie gegen 1520 fertig. Es handelt sich dabei um eine gesüdete Karte (Beschriftung teilweise genordet), die Europa darstellt. Des Weiteren stellt sie alle Wappen der damaligen Staaten und Untertanenlande des deutschen Kaisers Karl V. dar und ist diesem auch gewidmet.

## Ehrungen
- An dem Ort seines im Zweiten Weltkrieg zerstörten Wohnhauses in Freiburg, dem Haus zum Hechtkopf (Löwenstraße 16, heute steht dort ein Hörsaalgebäude der Universität), wurde 2013 ein Faksimilie seiner Weltkarte eingeweiht.[22]
- Die Straße vor dem angenommenen Geburtsort Waldseemüllers, wo heute die sogenannte Binzenmühle steht, wurde nach ihm benannt.[23]
- Seit April 2021 trägt der Waldseemüller Rock in der Antarktis seinen Namen.
- Im Oktober 2021 wurde gegenüber der Binzenmühle, an der Brücke über das Betzenbächle, ein Denkmal mit einem Faksimile der Waldseemüller-Karte eingeweiht.[23]